# Stazione di Imaichi
La stazione di Imaichi (今市駅?, Imaichi-eki) è una stazione ferroviaria situata della città di Nikkō, nella prefettura di Tochigi, ed è servita dalla linea linea Nikkō della JR East. La stazione vede un traffico esclusivamente regionale locale.

## Linee
East Japan Railway Company
■ Linea Nikkō

## Struttura
La stazione è dotata di un marciapiede a isola con due binari passanti. 
| 1 | ■ Linea Nikkō | per Kanuma e Utsunomiya |
| 1 | ■ Linea Nikkō | per Nikkō               |
| 2 | ■ Linea Nikkō | per Nikkō               |

## Stazioni adiacenti
| «                | Servizio    | »           |
| Linea Nikkō      | Linea Nikkō | Linea Nikkō |
| ---------------- | ----------- | ----------- |
| Shimotsuke-Ōsawa | Locale      | Nikkō       |